# Caesar Wollheim
Caesar Wollheim (* 21. April 1814 in Breslau; † 28. Mai 1882 in Berlin) war ein deutscher Unternehmer. Die von ihm begründete gleichnamige Kohle-Großhandelsfirma entwickelte sich unter ihm und seinem Gesellschafter und Nachfolger Eduard Arnhold zu einer der bedeutendsten Unternehmen im Kohlehandel in Berlin und im Osten Deutschlands.

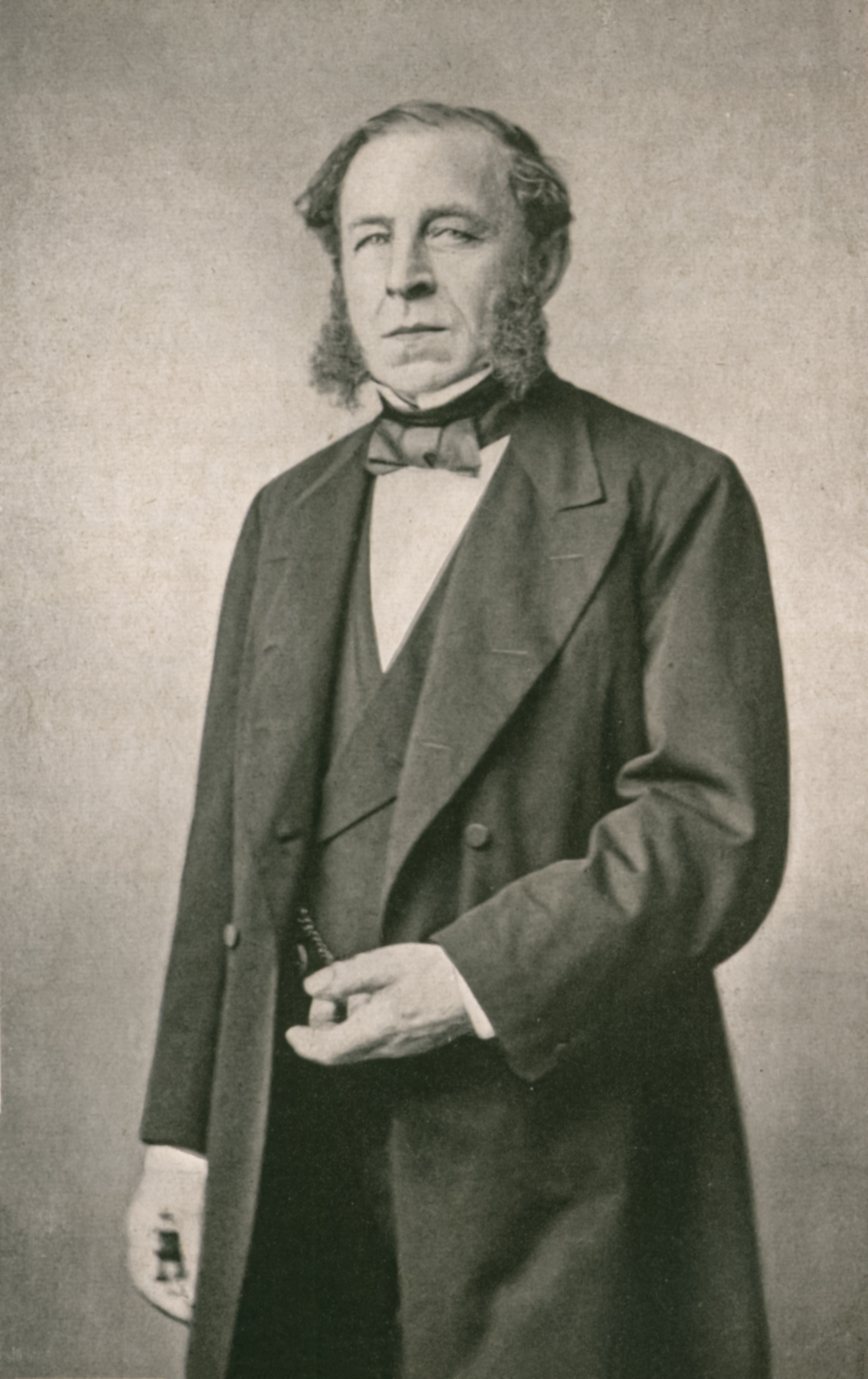
Caesar Wollheim

## Leben

### Kindheit und Ausbildung
Caesar Wollheim kam am 21. April 1814 als drittes von fünf Kindern des Kaufmanns Samuel Wollheim (1779–1849) und seiner Frau Sarah (1780–1818), geborene Rawitz, zur Welt. Der Arzt und Politiker Hermann Wollheim war sein jüngerer Bruder. Nach dem Tod seiner Ehefrau 1818 heiratete sein Vater Henriette Kleczewska, mit der er weitere Kinder hatte. Der spätere mexikanische Botschafter Mauricio Wollheim war sein Halbbruder.
Nach Abschluss seiner Schulbildung als Zwölfjähriger wählte er zunächst eine technische Ausbildung als Schlosser und spezialisierte sich zum Maschinenbauer und Techniker. Die technische Karriere befriedigte ihn nicht und so wechselte er zur kaufmännischen Seite. Mit 15 Jahren trat er in Berlin in die Buchhaltung der Dannenberger'schen Kattunfabrik ein, die sich seit 1812 an der Köpenicker Straße 6a–7 in Berlin befand. Im Herbst 1838 verkaufte J.F. Dannenberger die Fabrik an das Handlungshaus Nauen, Loewe et Comp. Deren Inhaber C. S. Nauen beschäftigte Wollheim auch als Buchhalter in seinem Handlungshaus. In der Kattunfabrik arbeitete sich Caesar Wollheim zu einer leitenden Stellung hoch und wurde durch seine eminente Rednergabe Haupthandlungsreisender der Fabrik. Seine Reisen führten ihn nach Griechenland, in den Orient und bis nach Ägypten.

### Etablierung und Anfänge als selbständiger Kaufmann
Mit 26 Jahren etablierte er sich auch gesellschaftlich. In den Judenbürgerbücher, dem Verzeichnis der zwischen 1808 und 1851 in Berlin eingebürgerte Jüdinnen und Juden, erfolgte der Eintrag seiner Einbürgerung am 11. Oktober 1840. Am 17. Dezember 1840 nahm die Corporation der Berliner Kaufmannschaft den jungen Kaufmann als Mitglied auf.
1854 heiratete er in Wien Caroline Pollack (7. August 1830–15. April 1910). Gemeinsam hatten sie vier Kinder. Ihre älteste Tochter Hermine, geboren 1855, heiratete den Kaufmann Otto Feist (1847–1912) und war eine bedeutende Porzellansammlerin. Martha (1857–1942) heiratete den Augenarzt Max Reichenheim. Der einzige Sohn David Emil Wollheim, geboren am 28. Februar 1858 verstarb noch als Säugling am 28. Februar 1859. Die jüngste Tochter Else (1858–1904) war die erste Frau des Chemikers und Industriellen Franz Oppenheim, Vorstandsvorsitzenden der Agfa.
Der betriebsame Wollheim handelte anfänglich mit unterschiedlichsten Waren wie Getreide, Textilien, Eisen und Schrott. Er versuchte sich aber auch als Produzent und beteiligte sich 1856 an der Kammgarnspinnerei und -Weberei in Marklissa/Niederschlesien mit S. Woller und betrieb von 1858 bis 1860 ein Verkaufslokal der Fabrik in Berlin an der Heiliggeiststraße.

### Einstieg in den Kohlehandel
Mit dem Kohlehandel kam er über den befreundeten Kohlegroßhändler Emanuel Friedländer in Gleiwitz in Kontakt. Er arbeitete zunächst als Vertreter von Friedländer & Co. und lernte den Handel und die Marktverhältnisse kennen. Schnell erkannte er das Potential der oberschlesischen Kohle. Zum rasant wachsenden Kohlebedarf Berlins kam die günstige Lage als am nächsten bei Berlin gelegenes Kohlerevier, der im Vergleich zur englischen Kohle günstigere Preis ab Grube sowie die verbesserten Transportmöglichkeiten neben dem bisherigen Transport auf dem Wasserweg auf Spree und Oder durch den Bau der Niederschlesisch-Märkischen Eisenbahn und der Oberschlesischen Eisenbahn. So machte er sich 1856 zum selbständigen Kohlegroßhändler. In den 1860er Jahren gelang es ihm, die englische Kohle immer weiter vom Berliner Markt zu verdrängen und eine marktbeherrschende Stellung zu erlangen. Zu seinen Kunden in Berlin zählten die städtischen Gasanstalten und die englische Gasanstalt der Imperial Continental Gas Association, Maschinenfabriken wie Borsig oder L. Schwartzkopff, Chemiefabriken wie Kuhnheim & Co. oder Eisenbahngesellschaften, dazu kam die Verwendung als Brennstoff im Hausbrand.
Der erste Eintrag der Handelsgesellschaft Caesar Wollheim im Berliner Firmenregister, dem Vorgänger des Handelsregisters, erfolgte am 28. Mai 1862. In diesem Jahr endete auch seine Verbindung zur Dannenberger'sche Kattunfabrik, als Benjamin und Louis Liebermann, Onkel und Vater von Max Liebermann diese übernahmen. Trotz der Dominanz der oberschlesischen Steinkohle handelte Wollheims Firma auch weiterhin mit westfälischer Kohle, englischem Koks, Roheisen, Alteisen und Metallen, vor allem Blei, Rapsöl, Holz und weniger erfolgreich mit Getreide. Der Eisenhandel erfolgte mit Hilfe seines älteren Bruders Louis Wollheim (1812–1871), der in Breslau als Eisenhändler lebte. Diese weiteren Geschäftszweige verkleinerten sich aber stetig zugunsten der Steinkohle und wurden schließlich aufgegeben.
Zu seinen vielfältigen geschäftlichen Aktivitäten gehörte auch das Versicherungsgeschäft. Von 1864 bis 1866 war er General-Agent, später Generalbevollmächtigter der Zweigniederlassung der Frankfurter Lebensversicherung in Preußen mit Geschäftslokal an der Behrenstraße 59. Seine Generalvollmacht erlosch am 1. Juni 1866. Der Deutsche Krieg 1866 bedeutete einen schweren Einbruch im Geschäft mit der oberschlesischen Steinkohle, da die Abnehmer mit einer langen Kriegsdauer und der Besetzung der oberschlesischen Kohlereviere rechnete. Daher kehrten viele zur wegen der Versorgungssicherheit zu englischer Kohle zurück.

### Expansion
Im Herbst 1863 war Eduard Arnhold als Lehrling in die Firma eingetreten. Er bewährte sich schnell bei vielen Aufgaben und zwischen den beiden entwickelte sich eine Freundschaft und ein Vertrauensverhältnis, das sich auch darin äußerte, dass Wollheim den Zweiundzwanzigjährigen 1873 zum Prokuristen beförderte. Zu den Aufgaben Arnholds gehörte in Abwesenheit des Firmenchefs auch die Verwaltung und tägliche Berichterstattung zu Wollheims Geschäften an der Börse, für die er sich in den 1860er Jahren stark interessierte. Bereits per 1. Januar 1875 machte er Arnhold zum Teilhaber, damit verbunden war eine Änderung der Rechtsform der Firma Cäsar Wollheim zur Offenen Handelsgesellschaft.
Bereits in diesen Jahren begann die Wandlung des weg vom konventionellen Kohlegeschäft zum gemischtwirtschaftlichen Großunternehmen, die nach Wollheims Tod von Arnhold fortgeführt und vollendet wurde. Dazu gehörten Gründung und Beteiligungen an Gasgesellschaften und Gaswerken im In- und Ausland wie der Kremser Gasbeleuchtungs-Gesellschaft in Krems an der Donau, der Mährisch-Ostrauer Gasbeleuchtungs-Gesellschaft in Mährisch-Ostrau oder der Gasanstalt in Zabrze. Dies versprach mehrfache Gewinne aus dem Verkauf von Kohle und Gas. Eduard Arnhold setzte später die Strategie fort und Firma besaß im 20. Jahrhundert schließlich über 100 Beteiligungen an Gaswerken, vor allem im deutsche Osten. Unter Arnhold kam auch die Werft und Flussrederei Caesar Wollheim-Werft dazu.
Caesar Wollheim saß im Aufsichtsrat verschiedener Unternehmen. Dazu gehörten neben den mitbegründeten Gasgesellschaften etwa die Dessauer Wollgarnspinnereien oder die Hibernia & Shamrock Bergwerksgesellschaft. Dazu kamen verschiedene Ehrenämter, etwa als Mitglied des Ältesten-Kollegiums der Berliner Kaufmannschaft, der Einschätzungskommission für juristische Personen oder des ständigen Ausschusses der deutschen Verkehrs-Interessenten, der die Interessen der Unternehmen gegenüber den Eisenbahnen bei der Bildung der Gütertarife vertrat.

### Krankheit und Rückzug
1873 zog er aus seiner Wohnung vom Schöneberger Ufer 16, wo er seit 1863 wohnte, an die Bellevuestraße 15 in Berlin-Tiergarten. Hier übernahm er die Wohnung von Adolf Liebermann von Wahlendorf, der in seine neu erbaute Villa an der Tiergartenstraße 16 wechselte. Mehrere Jahre vor seinem Tod erlitt er einen Schlaganfall, der seine Gesundheit beeinträchtigte. Dies zwang ihn, sein seit 1875 wahrgenommenes Amt als Ältester im Kollegium der Berliner Kaufmannschaft niederzulegen. Caesar Wollheim verstarb im Alter von 68 Jahren am 28. Mai 1882 in Berlin an einem weiteren Schlaganfall. Sein Grab liegt auf dem Jüdischen Friedhof Schönhauser Allee neben dem Grab seiner Frau Caroline und dem Sohn David Emil.

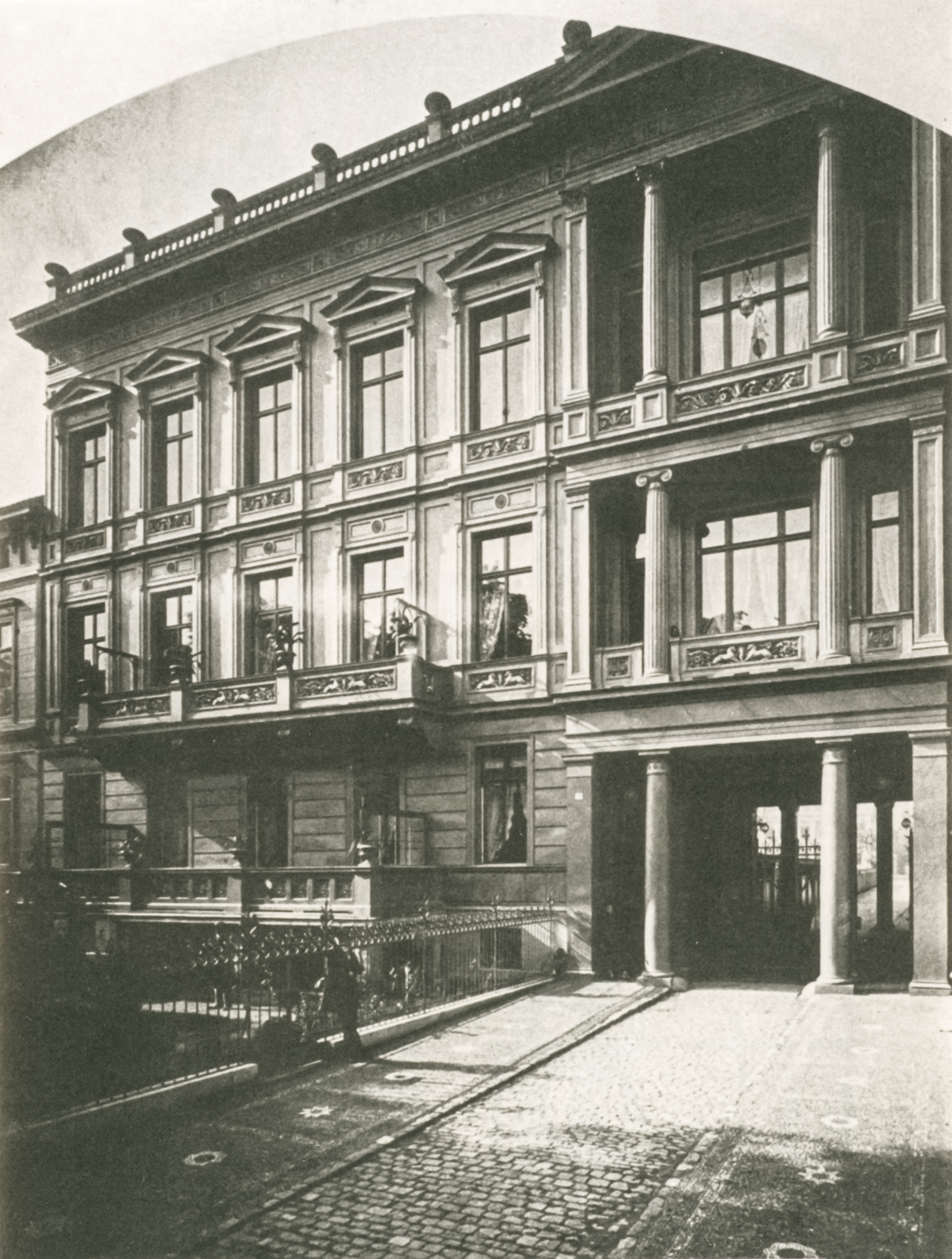
Wohnhaus Bellevuestraße 15, Berlin-Tiergarten
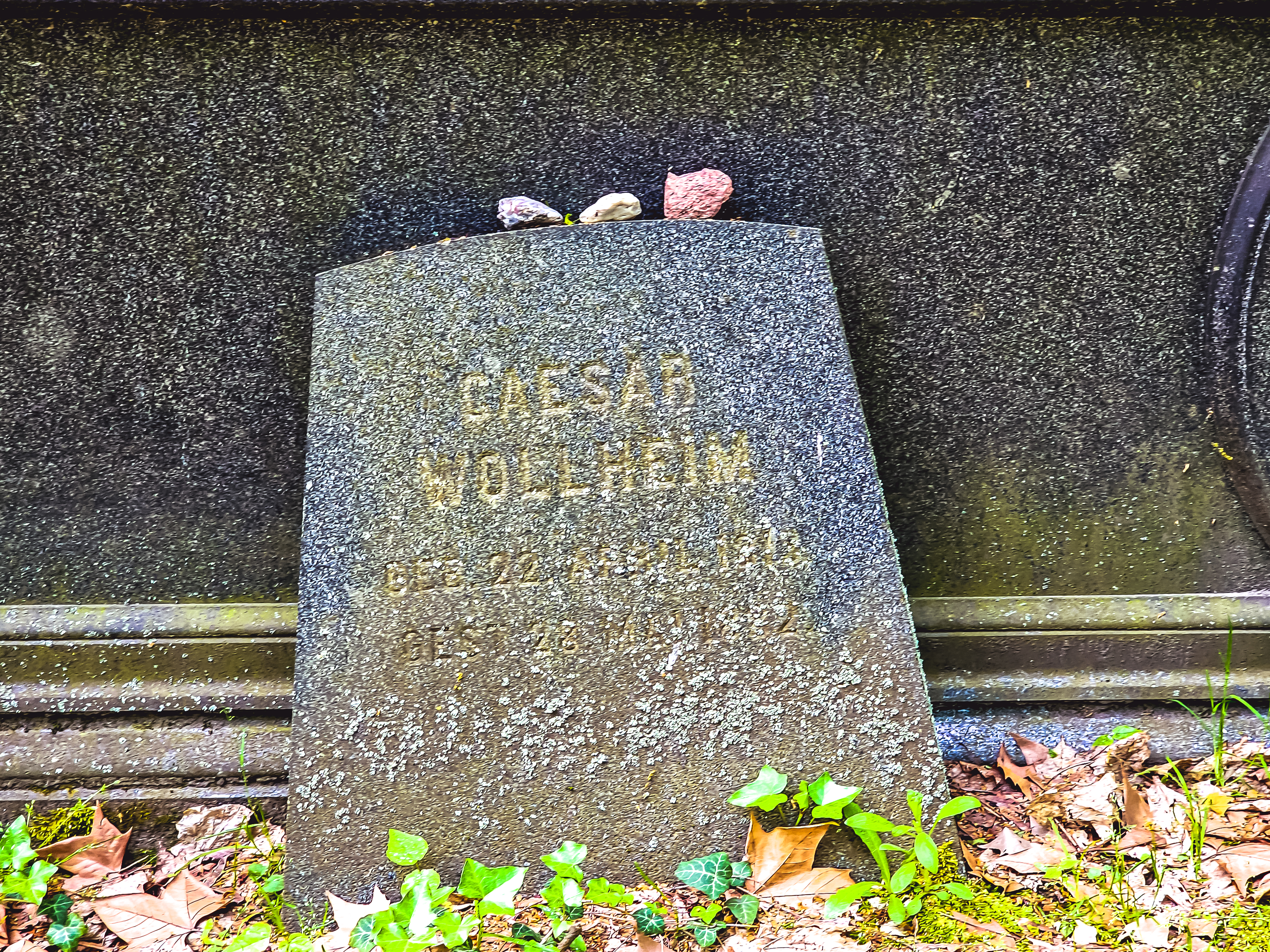
Grab Caesar Wollheims auf dem Jüdischen Friedhof Schönhauser Allee